# Niklas Wellen
Niklas Wellen, född den 14 december 1994, är en tysk landhockeyspelare.

## Karriär
Niklas Wellen ingick i det tyska landhockeylaget som tog brons vid OS 2016 och silver vid OS 2024.